# Francisco de Ibarra
Francisco de Ibarra är en ort i Mexiko.   Den ligger i kommunen San Juan del Río och delstaten Durango, i den centrala delen av landet, 800 km nordväst om huvudstaden Mexico City. Francisco de Ibarra ligger 1 726 meter över havet och antalet invånare är 242.
Terrängen runt Francisco de Ibarra är platt åt nordväst, men åt sydost är den kuperad. Runt Francisco de Ibarra är det glesbefolkat, med 8 invånare per kvadratkilometer. Närmaste större samhälle är San Juan del Rio, 2,9 km öster om Francisco de Ibarra. Omgivningarna runt Francisco de Ibarra är i huvudsak ett öppet busklandskap.